# Холи Джаксън
Холи Джаксън (на английски: Holly Jackson) е британска писателка на юношески романи. Тя е най-известна със поредицата „Наръчник за убийства за добри момичета“.

## Биография
Джаксън е родена през 1992 г. в Бъкингам, Англия. Израства в Бъкингамшир, Англия и написва първия си роман на 15 години.
Следва в Нотингамския университет, където първо учи литературна лингвистика и творческо писане, след което завършва магистърска степен по английски език.

### Поредица „Наръчник за убийства за добри момичета“
Поредицата се състои от четири романа: „Наръчник за убийства за добри момичета“ (2019); „Добро момиче, лоша кръв“ (2020); „По-добре да беше мъртва“ (2021); и Kill Joy (2021).
Романът „Наръчник за убийства за добри момичета“ получава следните отличия:
- Невероятни аудиокниги за млади хора на Американската библиотечна асоциация (2021)
- Номиниран за награда Goodreads Choice за художествена литература за младежи (2020)
- Победител на годината за детска художествена книга на British Book Awards (2020)
- Barnes and Noble Най-добри книги на годината (2020)

Романът „Добро момиче, лоша кръв“ е избран за наградата YA Book Prize през 2021 г.

## Произведения

### Самостоятелни романи
- Five Survive (2022)[3]
- The Repeatmens of Rachel Price (2023)
- Not quite died yet (2025)

### Поредицата „Наръчник за убийства за добри момичета“
- Kill Joy (2021) – предистория

1. A Good Girl's Guide to Murder (2019)
Наръчник за убийства за добри момичета, изд. „Емас“ (2021), прев. Емилия Ничева-Карастойчева, ISBN 9789543575275
2. Good Girl, Bad Blood (2020)
Добро момиче, лоша кръв, изд. „Емас“ (2022), прев. Емилия Ничева-Карастойчева, ISBN 9789543575527
3. As Good As Dead (2021)
По-добре да беше мъртва, изд. „Емас“ (2022), прев. Емилия Ничева-Карастойчева, ISBN 9789543575732